# Francis Prefontaine

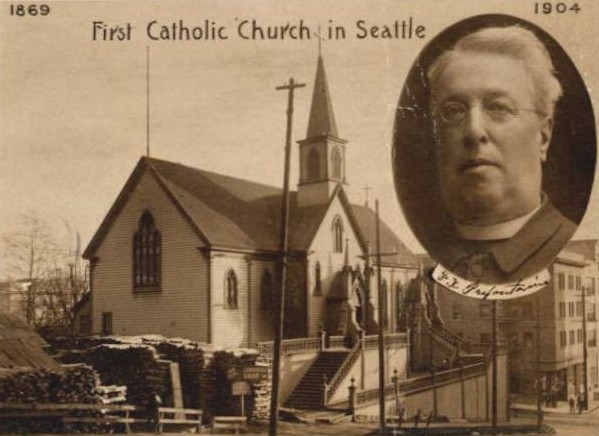
Padre Francis Prefontaine e a Igreja Our Lady of Good Help, construída em 1869

Monsenhor Francis Xavier Prefontaine (Francês: François Xavier Préfontaine) (1838–1909) foi um padre Canadiano e um missionário. Foi o primeiro residente católico-romano de Seattle onde construíu a primeira igreja Católica.